# 26 de septiembre
El 26 de septiembre es el 269.º (ducentésimo sexagésimo noveno) día del año —el 270.º (ducentésimo septuagésimo) en los años bisiestos— en el calendario gregoriano. Quedan 96 días para finalizar el año.

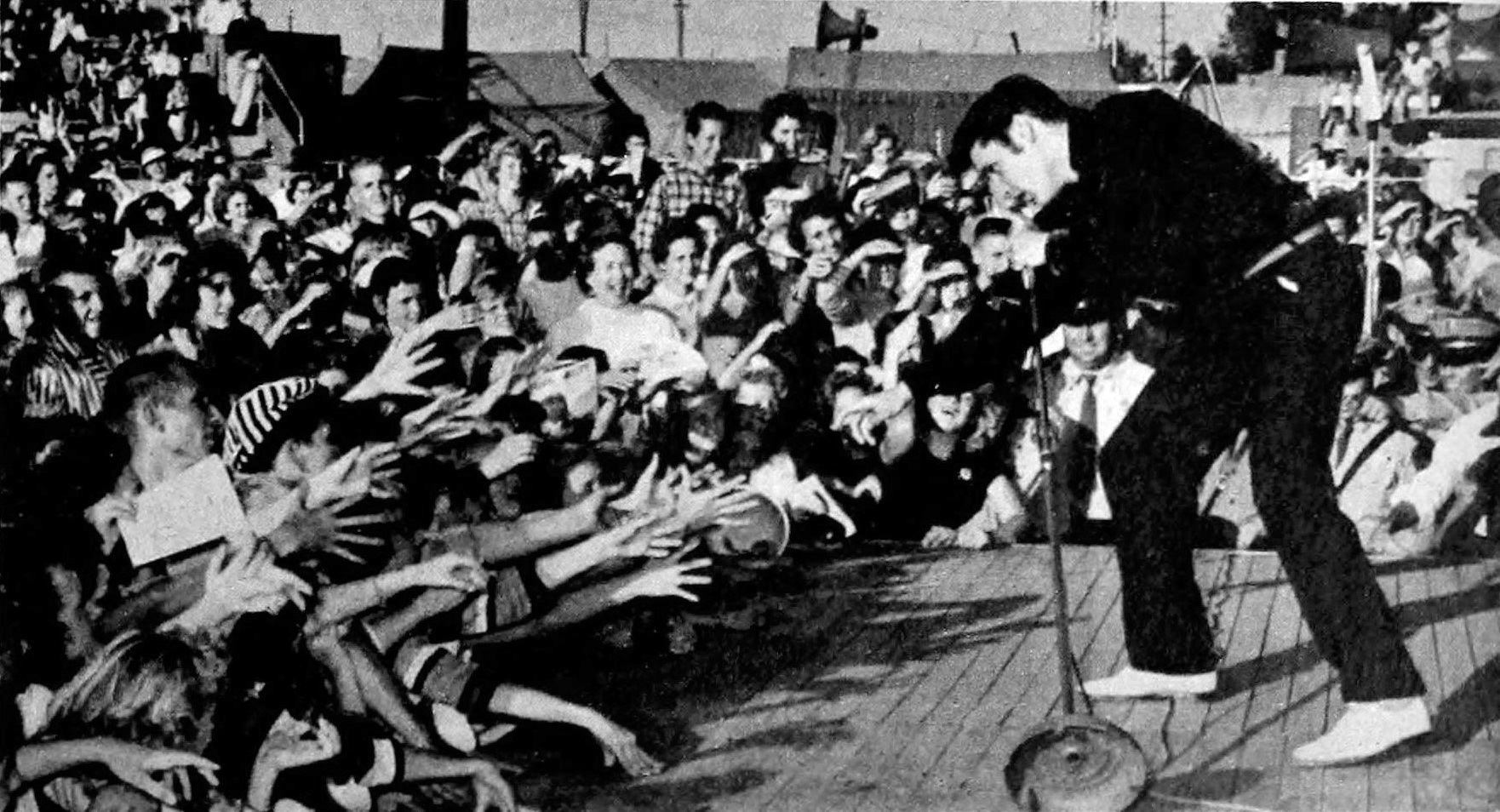
Elvis Presley, recitales en Tupelo en 1956

## Acontecimientos
- 46 a. C.: en Italia, Julio César inaugura el templo de su ancestro mítico Venus Generatriz en el Foro de César, cumpliendo una promesa realizada antes de la batalla de Farsalia.
- 1493: en Roma (península itálica), el papa Alejandro VI dicta la bula papal Dudum siquidem para los monarcas católicos, en la que les extiende la cesión de tierras que les otorgó en la bula Inter caetera.
- 1580: en el puerto de Plymouth (Reino Unido), el británico Francis Drake y sus 59 marinos finalizan su circunnavegación del mundo en la goleta Golden Hind, siendo la tercera expedición en conseguirlo tras Magallanes/El Cano y García Jofre de Loaisa.
- 1591: huye de España Antonio Pérez, secretario del rey Felipe II.
- 1687: en Atenas (Grecia) el Partenón (que era utilizado como depósito de explosivos) queda parcialmente destruido por el bombardeo de las fuerzas venecianas conducidas por Francesco Morosini, que estaban asediando a los turcos otomanos.
- 1687: el concejo municipal de la ciudad de Ámsterdam (Países Bajos) vota apoyar la invasión a Inglaterra que llevará a cabo Guillermo de Orange, que se denominará la Revolución gloriosa.
- 1706: en la península italiana, el duque de Saboya toma Milán durante la guerra de sucesión española. De esta manera el milanesado pasa a ser gobernado por el archiduque Carlos.
- 1777: en Estados Unidos, tropas británicas ocupan Filadelfia durante la Guerra de Independencia.
- 1789: en los Estados Unidos, Thomas Jefferson es nombrado primer secretario de Estado; John Jay es el primer presidente de la Corte Suprema; Samuel Osgood es el primer director general del servicio postal; y Edmund Randolph es el primer procurador general.
- 1792: en París (Francia), el político Marc-David Lasource acusa a Maximilien Robespierre de querer instalar una dictadura en ese país.
- 1810: en Suecia, el Parlamento adopta una nueva acta de sucesión y Jean Baptiste Bernadotte se vuelve heredero del trono.
- 1812: 150 km al oeste de la villa de Buenos Aires (Argentina) se funda la aldea de Carmen de Areco.
- 1830: Bélgica se independiza de los Países Bajos.
- 1878: en la provincia de Buenos Aires (Argentina), Francisco Bernabé Madero funda la localidad de Maipú.
- 1881: en Miyazaki (Japón), el primer y más letal tornado registrado en la Historia de ese país deja un saldo de 16 víctimas.
- 1892: en Colombia, el gobierno impone una multa de 200 000 pesos a El Espectador, por ese entonces el mayor medio de oposición, porque consideró subversivo uno de sus artículos.
- 1896: Tiene lugar el primer Congreso antimasónico de Trento.[1]

- 1903: en Ecuador, Balzar es elevado a cantón de la provincia del Guayas.
- 1905: se publica el primer artículo de Albert Einstein sobre la Teoría de la Relatividad Especial.
- 1907: las colonias de Nueva Zelanda y la isla Terranova se vuelven dominios del Imperio británico.
- 1910: en Travancore (India), el periodista y activista Swadeshabhimani Ramakrishna Pillai es arrestado y exiliado después de publicar críticas contra el Raj británico.
- 1918: cerca de Verdún (Francia) ―en el marco de la Primera Guerra Mundial― comienza la Ofensiva de Meuse-Argonne. En total morirán 26 000 estadounidenses, 70 000 franceses y 120 000 alemanes.
- 1923: en la República de Weimar (Alemania), Gustav Stresemann termina de pagar las indemnizaciones debidas a la Primera Guerra Mundial.
- 1933: en México, un huracán devasta Tampico y deja más de mil muertos.
- 1933: en Memphis (Tennessee), el gánster Machine Gun Kelly se rinde a los agentes del FBI. Les grita: «Don't shoot, G-Men!» (‘¡no disparen, hombres del Gobierno!’); ese nombre se convierte en el sobrenombre de los agentes del FBI.
- 1934: en Clydebank (Escocia) se bota en transatlántico Queen Mary.
- 1934: Afganistán es admitida en la Sociedad de Naciones.
- 1936: en España —en el marco de la guerra civil española—, la 112.ª División de Queipo de Llano conquista Granja de Torrehermosa.
- 1936: durante la guerra civil española, el destructor Almirante Ferrándiz (AF) es hundido por tiro casi imposible en la Batalla del Cabo Espartel, en la lucha por el control del estrecho de Gibraltar.
- 1941: en la Segunda Guerra Mundial termina la Batalla de Kiev con una aplastante victoria alemana.
- 1942: en la Alemania nazi ―en el marco del holocausto judío―, el oficial August Frank (1898-1984) escribe un memorándum que contiene detalles de cómo los judíos debían ser «evacuados».
- 1944: en la Segunda Guerra Mundial falla la operación Market-Garden.
- 1944: en la «Línea Gótica» (de defensa nazi en el norte de Italia), en el marco de la Segunda Guerra Mundial las tropas brasileñas logran controlar el valle del río Serchio después de 10 días de combates contra el ejército nazi.
- 1950: la OTAN acuerda admitir a la República Federal Alemana como miembro.
- 1950: en Nueva York, la Organización de las Naciones Unidas admite el ingreso de Indonesia.
- 1950: en Corea del Sur, tropas de la Organización de las Naciones Unidas recapturan Seúl, que estaba en manos de los norcoreanos.
- 1954: en el estrecho de Tsugaru (Japón) se hunde ferry Tōya Maru durante un tifón. Mueren 1172 personas.
- 1956 en Estados Unidos, el cantante Elvis Presley regresa a su ciudad natal Tupelo, Misisipi para brindar dos exitosos shows multitudinarios en la "Mississippi-Alabama Fair and Dairy Show". Entre el público se hallaba la futura cantante Tammy Wynette que en ese entonces tenía 14 años. En esa misma feria había debutado Elvis como cantante en un concurso a los 10 años de edad. [2]
- 1955: en Ecuador, el Congreso Nacional declara el 26 de septiembre como Día de la Bandera Ecuatoriana.
- 1957: en los Estados Unidos se estrena el musical West Side Story, de Leonard Bernstein.
- 1958: a 150 metros bajo tierra, en el Área U3r del Sitio de pruebas de Nevada, a las 12:00 (hora local), Estados Unidos detona su bomba atómica Valencia, de 0,002 kilotones. (En comparación, la bomba de Hiroshima fue de 13 kilotones). Es la bomba n.º 165 de las 1054 que Estados Unidos hizo explotar entre 1945 y 1992.
- 1959: en Japón se registra el tifón Vera, el más fuerte de la historia de ese país. Mueren 4580 personas y 1,6 millones quedan sin hogar.
- 1959: en Sri Lanka es asesinado el primer ministro Solomon Bandaranaike.
- 1960: en Chicago (Estados Unidos) se lleva a cabo el primer debate televisado de la historia, entre los candidatos presidenciales Richard Nixon y John F. Kennedy.
- 1961: en los Estados Unidos, hace su debut en público el cantautor Bob Dylan.
- 1961: en el pueblo Quemado de Güines (provincia de Las Villas), los hombres de Jesús Claro Mollinedo, pertenecientes a la banda de Thondike (Margarito Lanza Flores) ―en el marco de los ataques terroristas organizados por la CIA― asaltan la tienda de la cooperativa Guayabo y la casa del campesino Isidro Machado, de la que sustraen valores y dinero en efectivo.
- 1962: Yemen proclama la república.
- 1967: en La Higuera (Bolivia) caen en una emboscada los guerrilleros Coco Peredo, Manuel Hernández y Mario Gutiérrez, compañeros del Che Guevara.
- 1968: en Italia, la empresa Edilnord Sas, propiedad de Silvio Berlusconi (de 32 años de edad) es comprada por el conde Bonzi, por 3000 millones de liras (25 millones de euros de 2005), el área donde surgirá Milano2.
- 1969: en Reino Unido se publica el último álbum de la banda británica The Beatles Abbey Road.
- 1969: en los Estados Unidos se estrena la comedia La tribu de Brady en el canal de televisión ABC (durará cinco años).
- 1969: en Viloco, Departamento de La Paz, Bolivia, se produce un accidente de aviación que ocasiona la muerte de la mayoría de jugadores y demás personas del equipo boliviano Club The Strongest, y de otros pasajeros y tripulantes.
- 1970: en el condado de San Diego (California) comienza el incendio forestal Laguna, que quemará 710 km².
- 1970: en Managua (Nicaragua), la Catedral, actual Antigua Catedral, es tomada por estudiantes de la Universidad Centroamericana (UCA) en protesta contra la dictadura somocista.
- 1971: en Copenhague (Dinamarca) se funda la Ciudad de Christiania, una comunidad independiente de unas 800 personas.
- 1973: en Francia, el avión Concorde hace su primer cruce del Atlántico sin escalas, en tiempo récord.
- 1979: en México, se transmite el último episodio de la célebre serie mexicana del El Chapulín Colorado, que tuvo un total de siete temporadas.
- 1980: en Múnich (Alemania Occidental) sucede el ataque terrorista del Oktoberfest: mueren 13 personas, y 211 son heridas.
- 1980: en la Unión Soviética, regresa el cosmonauta cubano Arnaldo Tamayo (38) de su viaje al espacio.
- 1983: en la URSS, el Incidente del Equinoccio de Otoño casi provoca una guerra termonuclear, evitada por el oficial soviético Stanislav Petrov.
- 1984: China y el Reino Unido acuerdan la cesión de la soberanía británica sobre Hong Kong en 1997.
- 1984: el matador de toros Francisco Rivera Paquirri es herido mortalmente por el toro Avispado en la plaza de toros de Pozoblanco.
- 1985: Túnez rompe sus relaciones diplomáticas con Libia.
- 1988: en Corea del Sur, el atleta Ben Johnson debe devolver su medalla de oro de los 100 metros lisos conseguida en las Olimpiadas de Seúl por dar positivo en el control antidopaje.
- 1997: cerca del aeropuerto de Medan (Indonesia) se estrella un avión Airbus A-300 (de la empresa Garuda Indonesia). Mueren 234 personas.
- 1997: en las regiones de Umbría y Marcas (Italia) un terremoto hace colapsar parte de la basílica de san Francisco de Asís (en el día del natalicio del santo).
- 1997: en Rusia, el presidente Borís Yeltsin firma la ley de libertad de culto, aunque la Iglesia ortodoxa mantiene su situación de privilegio.
- 1999: Se funda el Grupo de los 20 o G20
- 2000: en Praga (República Checa), más de 20 000 personas protestan contra la globalización durante las cumbres del FMI y el Banco Mundial.
- 2000: el cantautor español Alejandro Sanz lanza al mercado su sexto álbum de estudio y quinto oficial titulado El alma al aire.
- 2002: en Senegal, el sobrecargado ferry Le Joola se hunde ante la costa de Gambia. Mueren más de 950 personas, entre ellas cinco españoles.
- 2003: en el templo de Gandhinagar (India), mueren asesinadas treinta personas en un ataque armado.
- 2005: en Italia, Silvio Berlusconi y tres dirigentes de la Fininvest son absueltos de sus cargos. Gracias a la ley sobre absoluciones (aprobada el día anterior) está prohibida la apelación.
- 2006: el cantautor mexicano Marco Antonio Solís lanza al mercado su séptimo álbum de estudio como solista titulado Trozos de mi alma, vol. 2.
- 2006: el cantautor español Álex Ubago lanza al mercado su tercer álbum de estudio como solista titulado Aviones de cristal.
- 2006: el cantautor ítalo-venezolano Franco De Vita lanza al mercado su segundo álbum en vivo titulado Mil y una historias: en vivo.
- 2007: Bungie Studios, junto a Microsoft, saca a la venta Halo 3 para XBOX 360.
- 2009: el tifón Ketsana recorre Filipinas, China, Vietnam, Camboya, Laos y Tailandia, causando 700 fatalidades.
- 2009: en Sudamérica se constituye el Banco del Sur, integrado por siete países latinoamericanos.
- 2014: desaparición forzada en Iguala (México) de 43 jóvenes estudiantes de la Escuela Normal de Ayotzinapa con implicación de autoridades municipales, crimen organizado y apoyo de las fuerzas federales.
- 2016: firma de los acuerdos de paz entre el gobierno de Juan Manuel Santos y las FARC, después de más de cincuenta años de conflicto en Colombia.
- 2020: en Paraguay se llega a los 200 días de cuarentena por la pandemia de  COVID-19 que afecta al mundo. La misma había comenzado el 11 de marzo del mismo año.
- 2024: En Guerrero, México, a las 13:03 UTC se produce un sismo de magnitud 5.2 en la escala de Richter que activa las alarmas sísmicas en varios estados del país.

## Nacimientos
- 1329: Ana de Baviera, reina checa, segunda esposa de Carlos IV de Luxemburgo (f. 1353).
- 1406: Thomas de Ros, barón, soldado y político inglés (f. 1430).
- 1711: Richard Grenville-Temple, conde y político británico (f. 1779).
- 1750: Cuthbert Collingwood, barón y almirante británico (f. 1810).
- 1754: Louis Proust, químico francés (f. 1826).
- 1758: Cosme Argerich, médico argentino (f. 1820).
- 1774: Johnny Appleseed, botánico estadounidense (f. 1845).
- 1791: Théodore Géricault, pintor francés (f. 1824).
- 1792: William Hobson, político neozelandés, primer gobernador (f. 1842).
- 1798: Tomás Cipriano de Mosquera, fue un militar, diplomático y estadista colombiano, adepto al Partido Liberal Colombiano. (f. 1878).
- 1809: Philipp von Jolly, físico y matemático alemán (f. 1884).
- 1823: Marcelino Menéndez Pintado, catedrático español (f. 1899).
- 1825: Pedro Gamboni, ingeniero químico e industrial chileno (f. 1895).
- 1849: Iván Pavlov, fisiólogo ruso, premio Nobel de Medicina en 1904 (f. 1936).
- 1867: Winsor McCay, ilustrador y animador estadounidense (f. 1934).
- 1869: Komitas, compositor estadounidense de origen armenio (f. 1935).
- 1870: Cristián X, rey danés (f. 1947).
- 1871: Winsor McCay, dibujante estadounidense de historietas (f. 1934).
- 1872: Émile Henry, anarquista franco-español (f. 1894).
- 1873: Wacław Berent, novelista y traductor polaco (f. 1940).
- 1873: Aleksey Shchusev, arquitecto ruso (f. 1949).
- 1874: Lewis Hine, activista social y fotógrafo estadounidense (f. 1940).
- 1883: Manuel Chao, militar mexicano (f. 1924).
- 1886: Archibald Vivían Hill, fisiólogo británico, premio nobel de medicina en 1922 (f. 1977).
- 1887: Barnes Neville Wallis, científico, ingeniero e inventor británico (f. 1979).
- 1888: J. Frank Dobie, folclorista y columnista estadounidense (f. 1964).
- 1888: T. S. Eliot, poeta, dramaturgo, filósofo, escritor y editor británico-estadounidense, premio nobel de literatura en 1948 (f. 1965).
- 1889: Martin Heidegger, filósofo y académico alemán (f. 1976).
- 1890: Enrique Díaz de León, político mexicano (f. 1937).
- 1891: Charles Munch, director de orquesta y violinista francés (f. 1968).
- 1891: Hans Reichenbach, filósofo alemán, del Círculo de Viena (f. 1953).
- 1892: Émile Dewoitine, ingeniero francés (f. 1979).
- 1893: Gladys Brockwell, actriz estadounidense (f. 1929).
- 1893: Mauricio Cravotto, arquitecto uruguayo (f. 1962).
- 1895: Jürgen Stroop, oficial alemán nazi, de las SS (f. 1952).
- 1897:  San Pablo VI (Giovanni Battista Montini), religioso católico, papa y santo entre 1963 y 1978 (f. 1978).
- 1897: Arthur Rhys Davids, piloto británico (f. 1917).
- 1898: George Gershwin, compositor estadounidense (f. 1937).
- 1900: Suzanne Belperron, diseñadora francesa de joyas (f. 1983).
- 1900: Vito Dumas, navegante argentino (f. 1965).
- 1901: George Raft, actor, cantante y bailarín estadounidense (f. 1980).
- 1903: Santiago Gómez Cou, actor uruguayo (f. 1984).
- 1905: Max Bulla, ciclista austríaco (f. 1990).
- 1905: Millito Navarro, beisbolista puertorriqueño (f. 2011).
- 1905: Karl Rappan, futbolista y entrenador austríaco (f. 1996).
- 1907: Anthony Blunt, historiador de arte británico y espía soviético (f. 1983).
- 1914: Achille Compagnoni, montañista italiano (f. 2009).
- 1914: Jack LaLanne, naturista estadounidense (f. 2011).
- 1918: Eric Morley, presentador de televisión y empresario británico, creador del concurso Miss Mundo (f. 2000).
- 1918: Diego Salas Pombo, abogado y político español (f. 1977).
- 1919: Barbara Britton, actriz estadounidense (f. 1980).
- 1919: Matilde Camus, poeta española (f. 2012).
- 1919: José Gobello, escritor argentino (f. 2013).
- 1922: Armando Barbeito, productor argentino (f. 2017).
- 1923: Dev Anand, productor de películas y actor indio (f. 2011).
- 1924: Lágrima Ríos, cantante uruguaya de tango y candombe (f. 2006).
- 1925: Joe Holland, jugador de baloncesto estadounidense (f. 2010).
- 1926: Julie London, actriz y cantante estadounidense (f. 2000).
- 1927: Enzo Bearzot, futbolista y entrenador italiano (f. 2010).
- 1927: Romano Mussolini, pianista italiano de jazz (f. 2006).
- 1928: Robert D. Ray, abogado y político estadounidense (f. 2018).
- 1929: Alberto Gironella, pintor mexicano (f. 1999).
- 1930: Fritz Wunderlich, tenor alemán (f. 1966).
- 1930: Michele Giordano, cardenal italiano (f. 2010).
- 1930: Tito Fernández, cineasta español (f. 2006).
- 1931: Stanislas Dombeck, futbolista francés (f. 2013).
- 1932: Donna Douglas, actriz estadounidense (f. 2015).
- 1932: Alicia Hermida, actriz española (f. 2022).
- 1932: Richard Herd, actor estadounidense (f. 2020).
- 1932: Manmohan Singh, primer ministro indio.
- 1932: Vladímir Voinóvich, escritor y poeta disidente soviético (f. 2018).
- 1936: Winnie Madikizela, política y trabajadora social sudafricana (f. 2018).
- 1936: Luis Fernando Veríssimo, escritor brasileño.
- 1936: Pedro Antonio Urbina, poeta, escritor, crítico de cine y traductor español (f. 2008).
- 1937: Valentín Pávlov, político y banquero soviético, premier de la Unión Soviética (f. 2003).
- 1937: Jerry Weintraub, productor cinematográfico y agente estadounidense (f. 2015).
- 1937: Lisandro Meza, cantante, compositor y músico colombiano (f. 2023).
- 1938: Lucette Aldous, bailarina y educadora neozelandesa-australiana (f. 2021).
- 1939: Ricky Tomlinson, actor y guionista británico.
- 1939: Adelardo Rodríguez, futbolista español.
- 1941: Salvatore Accardo, director de orquesta y violinista italiano.
- 1941: Martine Beswick, modelo y actriz jamaicana-británica.
- 1942: Emilio Gutiérrez Caba, cineasta español.
- 1942: Kent McCord, actor estadounidense.
- 1943: Tim Schenken, piloto australiano.
- 1944: Jan Brewer, política estadounidense, gobernadora de Arizona entre 2009 y 2015.
- 1945: Gal Costa, cantante brasileña (f. 2022).
- 1945: Bryan Ferry, cantante británico de rock.
- 1946: Andrea Dworkin, activista y escritor estadounidense (f. 2005).
- 1946: Louise Simonson, escritora estadounidense.
- 1947: Lynn Anderson, cantante y música estadounidense (f. 2015).
- 1948: John Foxx, cantautor, guitarrista y tecladista británico.
- 1948: Olivia Newton-John, cantante y actriz británico-australiana (f. 2022).
- 1948: Valeri Shevlyuk, futbolista ucraniano (f. 2015).
- 1948: Stuart Tosh, músico británico.
- 1949: Clodoaldo, futbolista brasileño.
- 1949: Jane Smiley, escritora y novelista estadounidense.
- 1949: Eduardo Gatti, cantautor y músico chileno.
- 1949: Minette Walters, periodista y escritora británica.
- 1953: Xabier Azkargorta, entrenador de fútbol español.
- 1953: Guillermo Yunge, exdirigente estudiantil y diputado chileno, embajador en Costa Rica durante el atentado a la embajada.
- 1954: Alice, cantante italiana.
- 1954: Craig Chaquico, guitarrista estadounidense.
- 1955: Lorenzo Jaramillo, fue un artista nacido en Alemania, de padres colombianos. (f. 1992).
- 1955: Carlene Carter, cantautor y guitarrista estadounidense.
- 1956: Linda Hamilton, actriz estadounidense.
- 1957: Klaus Augenthaler, futbolista alemán.
- 1958: Darby Crash, estadounidense cantante-songwriter (f. 1980).
- 1958: Robert Kagan, historiador estadounidense.
- 1959: Deborah Warren, actriz argentina (f. 2014).
- 1960: Uwe Bein, futbolista alemán.
- 1961: Jordi González, periodista español.
- 1962: Melissa Sue Anderson, actriz estadounidense.
- 1962: Steve Moneghetti, corredor australiano.
- 1962: Al Pitrelli, guitarrista estadounidense, de la banda Megadeth.
- 1962: Tracey Thorn, cantante y compositora británica.
- 1962: Jacky Wu, cantante, presentador de televisión y actor taiwanés.
- 1963: Lysette Anthony, actriz y productora británica.
- 1964: Raquel Mancini, modelo argentina.
- 1964: John Tempesta, baterista estadounidense.
- 1965: Alexandra Lencastre, actriz portuguesa.
- 1965: Petro Poroshenko, político ucraniano, presidente de Ucrania entre 2014 y 2019.
- 1966: Dean Butterworth, baterista británico-estadounidense.
- 1967: Shannon Hoon, cantante, compositor y guitarrista estadounidense (f. 1995).
- 1967: Juan de Dios Úsuga David, narcotraficante colombiano (f. 2012).
- 1968: Jim Caviezel, actor estadounidense.
- 1969: David Slade, británico director y productor.
- 1970: Marco El Diablo Etcheverry, futbolista boliviano.
- 1970: Vicente Luis Mora, escritor español.
- 1970: Sheri Moon Zombie (Sheri Lyn Skurkis), diseñadora de modas y actriz estadounidense
- 1971: Alejandro Fantino, conductor de televisión y periodista deportivo argentino.
- 1972: Ras Kass, rapero estadounidense.
- 1972: Alfonso Pérez Muñoz, futbolista español.
- 1972: Shawn Stockman, cantante estadounidense, de la banda Boyz II Men.
- 1974: Gary Hall Jr., nadador estadounidense.
- 1974: Martin Müürsepp, baloncestista estonio.
- 1975: Emma Härdelin, cantante sueca.
- 1975: Jake Paltrow, cineasta y guionista estadounidense.
- 1975: Chiara Schoras, actriz alemana.
- 1976: Michael Ballack, futbolista alemán.
- 1976: Dean Butterworth, baterista británico, de las bandas The Used y Good Charlotte.
- 1976: Sami Vanska, bajista finlandés, de la banda Nightwish.
- 1977: Kaylynn, actriz estadounidense.
- 1979: Jon Harley, rugbista británico.
- 1979: Naomichi Marufuji, luchador japonés.
- 1979: Taavi Rõivas, político estonio, 16.º primer ministro de su país.
- 1979: Jacob Tierney, actor, actor, cineasta y guionista canadiense.
- 1980: Patrick Friesacher, piloto austríaco.
- 1981: Christina Milian, cantante, bailarina y actriz estadounidense.
- 1981: Serena Williams, tenista estadounidense.
- 1982: Rob Burrow, rugbista británico-galés (f. 2024).[3]
- 1982: Miguel Alfredo Portillo, futbolista argentino.
- 1982: John Scott, jugador canadiense de hockey sobre hielo.
- 1983: Ricardo Quaresma, futbolista portugués.
- 1983: Zoe Perry, actriz estadounidense.
- 1984: Nev Schulman, presentador de televisión y productor estadounidense.
- 1986: Eileen Roca, modelo, ex reina de belleza, actriz y cantante colombiano-brasileña.
- 1985: Lenna Kuurmaa, cantante y música estona, de la banda Vainilla Ninja.
- 1987: Kim Yo-jong, política norcoreana.
- 1987: Cyril Gautier, ciclista francés.
- 1988: James Blake, cantante, compositor y productor británico.
- 1988: Guillermo Burdisso, futbolista argentino.
- 1989: Emma Rigby, actriz británica.
- 1989: Ciaran Clark, futbolista irlandés.
- 1989: Débora Lyra, modelo brasileña.
- 1990: Roman Bezus, futbolista ucraniano.
- 1992: Filip Bednarek, futbolista polaco.
- 1992: Annes Elwy, actriz británica.
- 1993: Michael Kidd-Gilchrist, baloncestista estadounidense.
- 1994: Lucas Gafarot, futbolista español.
- 1996: Marina Sena, cantautora brasileña.
- 2006: Trinidad Matta, activista y divulgadora científica chilena.
- 2012: Kim Ji-yoo, actriz surcoreana.

## Fallecimientos
- 1468: Juan de Torquemada, cardenal español, tío del inquisidor Tomás de Torquemada (n. 1388).
- 1620: Taichang, emperador chino (n. 1582).
- 1626: Wakisaka Yasuharu, guerrero japonés (n. 1554).
- 1736: Luisa Diana de Orleans, aristócrata y regente francés (n. 1716).
- 1763: John Byron, almirante británico (n. 1692).
- 1764: Benito Jerónimo Feijóo y Montenegro, erudito y religioso español (n. 1767).
- 1800: William Billings, compositor estadounidense de música coral (n. 1746).
- 1802: Jurij Vega, oficial de artillería, matemático y físico esloveno (n. 1754).
- 1820: Daniel Boone, pionero y colonizador estadounidense (n. 1734).
- 1826: Alexander Gordon Laing, explorador escocés (n. 1794).
- 1863: José Venancio López, jurisconsulto y político guatemalteco (n. 1791).
- 1867: James Ferguson, astrónomo escocés (n. 1797).
- 1868: August Möbius, matemático y astrónomo alemán (n. 1790).
- 1873: William Wheelwright, empresario estadounidense (n. 1798).
- 1873: Salustiano Olózaga, político español  (n. 1805).
- 1877: Hermann Grassmann, lingüista y matemático alemán (n. 1809).
- 1888: Modesto Inacayal, cacique tehuelche que vivió en la Patagonia argentina (n. 1833).
- 1902: Levi Strauss, industrial textil estadounidense, fabricante de pantalones (n. 1829).
- 1904: Lafcadio Hearn, escritor japonés de origen grecoirlandés (n. 1850).
- 1914: August Macke, pintor alemán (n. 1887).
- 1923: Luis Tezza, beato italiano (n. 1841).
- 1929: Agustín Riancho, pintor español (n. 1841).
- 1937: Bessie Smith, cantante estadounidense de blues (n. 1894).
- 1940: Walter Benjamin, crítico literario marxista y filósofo alemán (n. 1892)
- 1941: Ugo Agostoni, ciclista italiano (n. 1893).
- 1944: Alime Abdenánova, exploradora y partisana soviética, heroína de la Federación de Rusia (n. 1924)
- 1945: Bela Bártok, compositor húngaro (n. 1881).
- 1947: Hugh Lofting, escritor británico (n. 1886).
- 1949: Blanca Estela Pavón, actriz mexicana (n. 1924).
- 1952: George Santayana, filósofo, novelista y poeta español (n. 1863).
- 1959: Leslie Morshead, general australiano (n. 1889).
- 1967: Luis Ceballos y Fernández de Córdoba, ingeniero y naturalista español (n. 1896).
- 1967: Rafael Fernández-Shaw, escritor español (n. 1905).
- 1970: Josep Maria Millàs Vallicrosa, historiador español (n. 1897).
- 1972: Charles Correll, actor y guionista estadounidense (n. 1890).
- 1973: Anna Magnani, actriz italiana (n. 1908).
- 1976: Leopold Ruzicka (Lavoslav Ružička), químico croata–suizo, premio nobel de química en 1939 (n. 1887).
- 1976: Alberto Mechoso Méndez, anarcosindicalista uruguayo (n. 1936).
- 1978: Manne Siegbahn, físico sueco, premio nobel de física en 1924 (n. 1886).
- 1979: Philippe Erulin, oficial militar francés (n. 1932).
- 1979: Arthur Hunnicutt, actor estadounidense (n. 1910).
- 1982: Luis Custodio Muñoz Muñoz, médico y escritor chileno (n. 1897).
- 1983: Tino Rossi, actor y cantante francés (n. 1907).
- 1984: Francisco Rivera Paquirri, torero español (n. 1948).
- 1985: Yona Wallach, poetisa israelí (n. 1944).
- 1987: Sergio Santander, piloto chileno de Fórmula 3 (n. 1954).
- 1987: Victoria Kent, política española (n. 1898).
- 1987: Herbert Tichy, montañista austríaco (n. 1912).
- 1988: Guillermo Battaglia, actor argentino (n. 1899).
- 1988: Branko Zebec, futbolista yugoslavo (n. 1929).
- 1989: Hemanta Kumar Mukhopadhyay, cantante, compositor y productor indio (n. 1920).
- 1990: Alberto Moravia, escritor italiano (n. 1907).
- 1993: Nina Berbérova, escritora rusa (n. 1901).
- 1996: Nicu Ceausescu, político rumano (n. 1951).
- 1996: Geoffrey Wilkinson, químico británico, premio nobel de química en 1973 (n. 1921).
- 1998: Aurelio Miró Quesada Sosa, periodista e historiador peruano (n. 1907).
- 2000: Richard Mulligan, actor estadounidense (n. 1932).
- 2000: Baden Powell, guitarrista y cantautor brasileño (n. 1937).
- 2001: 
  - Miguel Dante, actor argentino (n. ¿?).
  - Helia Bravo Hollis: botánica y científica mexicana (n. 1901).
- 2003: Shawn Lane, guitarrista, compositor y productor estadounidense (n. 1963).
- 2003: Robert Palmer, cantante y compositor británico (n. 1949).
- 2004: Manuel Agud, filólogo argentino (f. 1914).
- 2006: Byron Nelson, golfista estadounidense (n. 1912).
- 2006: Luis Adaro Ruiz-Falcó, empresario español (n. 1914).
- 2008: Marc Moulin, músico, tecladista y periodista belga (n. 1942).
- 2008: Paul Newman, actor, cineasta, productor y empresario estadounidense (n. 1925).
- 2010: Constantino Kochifas, armador y empresario chileno (n. 1931).
- 2010: Gloria Stuart, actriz de cine, teatro y televisión y centenaria estadounidense, la anciana en Titanic (n. 1910).
- 2010: Jimi Heselden, empresario británico (n. 1948).
- 2010: Bernardino Landete, rejoneador y jinete español (n. 1925).
- 2011: Jerry Haynes, actor estadounidense (n. 1927).
- 2012: Sylvia Fedoruk, física y política canadiense, 17.º gobernadora de Saskatchewan (n. 1927).
- 2012: Maya Naser, periodista siria (n. 1979).
- 2013: Azizan Abdul Razak, político malayo (n. 1944).
- 2013: Sos Sargsyan, actor y cineasta armenio (n. 1929).
- 2013: Adriana Vignoli, artista y escenógrafa argentina (n. 1966).
- 2019: Jacques Chirac, político francés, presidente de Francia entre 1997 y 2005 (n. 1932).
- 2020: John David Barrow, físico, divulgador científico y astrofísico británico (n. 1952).
- 2021: Alan Lancaster, cantante y bajista británico (n. 1949).
- 2021: Aracely Galdamez, profesora y empresaria guatemalteca (n. 1959).
- 2022: Carlos Pairetti (86), piloto de automovilismo argentino (n. 1935).
- 2024: Felpudini, actor cómico y profesor de teatro peruano (n. 1949).
- 2024: Joe Wolf, baloncestista estadounidense (n. 1964).

## Celebraciones
- Día Internacional para la Eliminación Total de las Armas Nucleares.
- Día Mundial de Prevención del Embarazo no Planificado en Adolescentes.
- Día Mundial de la Salud Ambiental.[4]Para concientizar a la población mundial acerca de la importancia de cuidar el planeta Tierra, sus recursos naturales y las especies que habitan en él.
- Día Mundial de la Anticoncepción.[5]
- Día Mundial del Casuario.[6]Celebración dedicada a destacar la importancia de proteger a esta ave prehistórica y peligrosa, nativa de Australia y Nueva Guinea.
- Día Mundial de los Nacimientos Múltiples.[7]
- Día Interamericano de las Relaciones Públicas.[8]
- Día Europeo de las Lenguas.

 Por países
(Por orden alfabético)
- Argentina:
  - Día Nacional del Empleado de Comercio.[9]Remite a esa fecha de 1934 en que se establecieron las relaciones de trabajo del sector con la sanción de la Ley 11.729, durante la presidencia de Agustín Pedro Justo.
  - Día Nacional del Bastón Verde.[10]Se conmemora como instrumento de orientación y movilidad para las personas con baja visión. Fue establecido en la Ley N.º 25682 que se sancionó en el año 2002 en Argentina.
    -  Córdoba:
      - Día Provincial del Trabajador en Emergencias Médicas.[11]En conmemoración del fatal accidente ocurrido en el año 2006 en el que perdieran la vida dos emergencistas. Por Ley Nº 9.993, sancionada el 14 de septiembre de 2011.
      - Día Provincial de Prevención de Enfermedades Venosas.[12]Por Ley 10.975, sancionada el 26 de junio de 2024, para promover programas de información, prevención y concientización sobre esta temática.

    -  Santa Fe: 
      - Día Provincial de la Movilidad Infantil Segura.[13]El objetivo es reflexionar sobre las prácticas de movilidad segura de niños sobre traslados seguros en vehículos motorizados y hábitos de movilidad responsable desde la primera infancia.

- Ecuador:
  - Día de la Bandera Nacional.

- Estados Unidos:
  - Día Nacional del Buen Vecino.

- México:
  - Día Nacional de la Donación y Trasplante de Órganos y Tejidos.

- Nueva Zelanda:
  - Día del Dominio.

- Yemen:
  - Día de la Revolución.

- Chile:
  - Día del Tulipán.

### Santoral católico

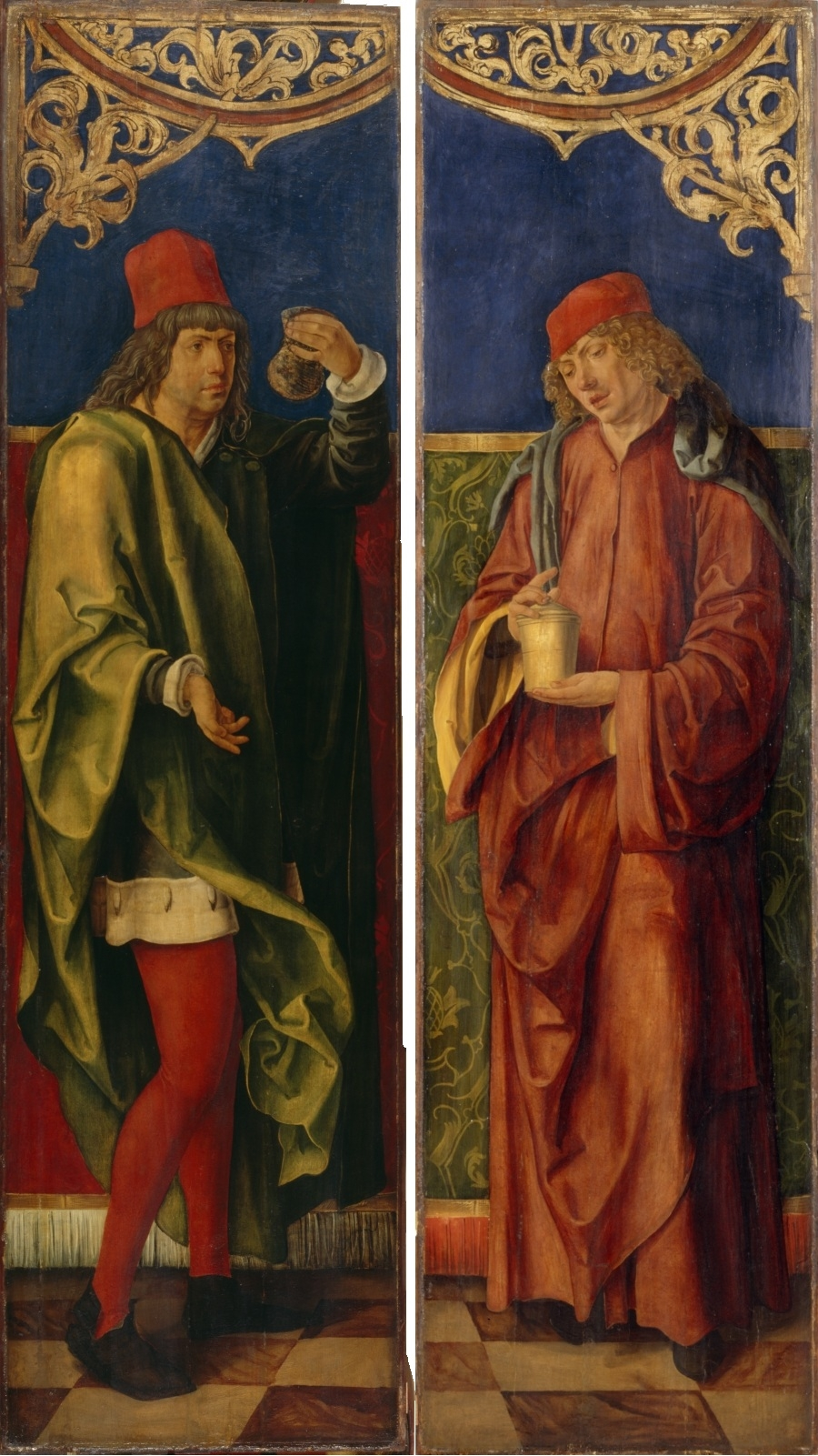
Los santos Cosme y Damián, Hans von Kulmbach, Núremberg, Germanisches Nationalmuseum.

- Santos Cosme y Damián, mártires (s. III).[14]
- San Gedeón de Manasés, juez de Israel.
- San Senador de Albano, mártir (s. III).
- San Eusebio de Bolonia, obispo (s. IV).
- San Esteban de Rossano, monje (f. 1001).
- San Nilo el Joven, abad (f. 1004).[15]
- Beata Lucía de Caltagirone, virgen (f. 1400).
- Santos Sebastián Nam I-gwan, Lucía Kim, Catalina Yi, Magdalena Cho, y ocho compañeros mártires (f. 1839).
- Santa Teresa Couderc, virgen y fundadora (f. 1885).[16]
- Beato Gaspar Stanggassinger, presbítero (f. 1899).
- Beato Luis Tezza, presbítero y fundador (f. 1923).
- Beatas María del Refugio Rosat Balasch y María del Calvario Romero Clariana, vírgenes y mártires (f. 1936).
- Beatos Rafael Pardo Molina y José María Vidal Segú, religiosos y mártires (f. 1936).
- Beata Crescencia Valls Espí, virgen y mártir (f. 1936).
- Beata María del Olvido Noguera Albelda, virgen y mártir (f. 1936).
- Beato Buenaventura Esteve Flors, presbítero y mártir (f. 1936).
- Beata María Jordá Botella, virgen y mártir (f. 1936).
- Beato León Legua Martí, presbítero y mártir (f. 1936).